# موقع آكي بيما كون
موقع آكي بيما كون (بالإنجليزية: Pimachiowin Aki)‏ ومعناها بلغة السكان الأصليين«الأرض التي تهب الحياة» وهي منطقةغابات ثلجية كندية وموقع مُسجل على القائمة الإرشادية المؤقتة لمواقع التراث العالمي يقع ضمن مقاطعتي أنتاريو ومانيتوبا ويمتد لمسافة 43,000 كلم مربع مايعادل مساحة الدنمارك. تعيش في المنطقة خمسة من قبائل السكان الأصليين هي :قبيلة بوبلر، قبيلة لتل غراند رابيد،قبيلة باونغسي،قبيلة بيكانغ كوم،قبيلة بلودفين. وُضع الموقع على القائمة الإرشادية المؤقتة لمواقع التراث العالمي عام 2004 تحت المعايير خامسا،سادسا،تاسعا،عاشرا.